# Aclopus robustus
Aclopus robustus är en skalbaggsart som beskrevs av Gilbert John Arrow 1909. Aclopus robustus ingår i släktet Aclopus och familjen Aclopidae. Inga underarter finns listade i Catalogue of Life.